# Al Brodax
Albert Philip "Al" Brodax (Brooklyn, Nueva York; 14 de febrero de 1926-Danbury, Connecticut; 24 de noviembre de 2016) fue un productor estadounidense de cine y televisión. Destacado por su trabajo como productor de series de dibujos animados como Popeye o Cool McCool y por la película animada de 1968, Yellow Submarine.

## Biografía
A la edad de 18 años, Brodax se alistó en el Ejército de los Estados Unidos y sirvió en la Segunda Guerra Mundial. Fue herido en acción, y posteriormente se le otorgó el Corazón Púrpura, la Combat Medical Badge y tres estrellas de servicio. De vuelta a los Estados Unidos, Brodax trabajó durante toda la década de 1950 en el desarrollo de programas para la Agencia William Morris, donde ayudó a desarrollar programas de televisión como Your Show of Shows, Pulitzer Prize Playhouse y Omnibus. Se unió a King Features Syndicate en 1960 como jefe de su recién creado departamento de desarrollo de cine y televisión.
En 1957, después de que el contrato de Paramount para producir caricaturas de Popeye se agotara, King Features adquirió los derechos de televisión. Brodax supervisó la producción de más de 200 episodios entre 1960 y 1962, con cinco estudios de animación diferentes involucrados simultáneamente. El rápido ritmo de producción, junto con la animación limitada debido a los bajos presupuestos, dio lugar a cortos que los seguidores de Popeye tienen en baja estima. Brodax fue también el productor de Krazy Kat, así como de Cool McCool, Beetle Bailey, Snuffy Smith y Casper the Friendly Ghost.
Después de ver a los Beatles actuar en El Show de Ed Sullivan, Brodax tuvo la idea de producir una serie animada basada en la banda. La serie, de la cual se produjeron 39 episodios, se estrenó el 25 de septiembre de 1965 en la ABC. Cada episodio giraba en torno a una canción de The Beatles, que condicionaba el guion. Al final de cada corto los Beatles animados interpretaban el tema.

### Yellow Submarine
A mediados de los años 60, The Beatles, habían firmado un contrato con United Artist para producir tres películas. A Hard Day's Night se estrenó en 1964 y Help! en 1965. En 1968, la banda debía cumplir todavía con el compromiso de una tercera película, pero sus miembros no estaban por la labor de embarcarse en un rodaje por lo que Brian Epstein contactó con Brodax para crear una película de animación. Yellow Submarine fue estrenada en julio de 1968, bajo la dirección de George Dunning y con la producción de Al Brodax. La película fue completamente diferente a la serie animada que tanto desagradaba a la banda, el diseño de los personajes fue encargado por Brodax al ilustrador checo Heinz Edelmann, y la cinta se convirtió rápidamente en una obra maestra del arte Pop.